# Bandiya
Bandiya es una ciudad censal situada en el distrito de Udham Singh Nagar,  en el estado de Uttarakhand (India). Su población es de 11392 habitantes (2011). 

## Demografía
Según el censo de 2011 la población de Bandiya era de 11392 habitantes, de los cuales 6070 eran hombres y 5322 eran mujeres. Bandiya tiene una tasa media de alfabetización del 70,24%, inferior a la media estatal del 78,82%: la alfabetización masculina es del 76,71%, y la alfabetización femenina del 62,85%.